# 汪冀夔
汪冀夔，字和仲，號一寰，直隶寧國府南陵縣人，明朝政治人物。

## 生平
冀夔登萬曆十九年（1591年）辛卯科應天府鄉試第一百十二名舉人，二十三年（1595年）乙未科會試第二百五十名，廷試三甲第八十四名進士，都察院觀政，八月授湖广襄阳令。襄故剧邑，邮符络驿，逋负丛积。夔治繁如简，有声三楚间。尝鞫疑案，出大辟十七人，襄民德之，为刻《辨冤录》。二十八年庚子分校省试，六年奏最，升南户部主事卒。

## 家族
曾祖汪佑。祖汪景，字希道，號莆山，嘉靖戊子（1582年）舉人，官推官。父汪敦復，审理正。母施氏，贈安人。永感下。兄汪冀立，万历元年舉人，官知縣。弟冀龍，國子生。娶曹氏，贈孺人。子士章、士彦、士奇。